# Never Gonna Give You Up
"Never Gonna Give You Up" er en sang udgivet i 1987 fra den britiske sanger Rick Astley. Den er skrevet og produceret af Stock Aitken Waterman. Sangen blev udgivet som den første single fra hans debutalbum Whenever You Need Somebody (også 1987). Den blev et internationalt hit og toppede hitlisterne i adskillige lande, først i sangerens hjemland, Storbritannien i 1987 hvor den blev nummer ét i fem uger, og blev den bedst sælgende single dette år. Den toppede i sammenlagt 25 lande, inklusive USA og Vesttyskland.
Sangen vandt prisen som Bedste Britiske Single ved Brit Awards i 1988. I 2004 blev den stemt ind som nummer 28 på listen over de 50 Most Awesomely Bad Songs... Ever på VH1.
Musikvideoen blev grundlaget for internetfænomenet "Rickrolling". I 2008 vandt Rick Astley MTV Europe Music Award for Best Act Ever med sangen som et resultat af en afstemning fra tusindvis af stemmer afgivet på internettet som følge af det populære fænomen Rickrolling. Den var også blandt de sange, der kunne downloades til Rock Band-spilserie.
Sangen bliver betragtet som Astleys signatursang, og den bliver ofte spillet i slutningen af kunstnerens livekoncerter. Under en liveoptræden, typisk under sidste vers, råber Astley nogle gange til publium at han har har det "bloody marvellous" eller i andre lande at han har det "fantastisk", efter linjen "And if you ask me how I'm feeling" .
Den 28. juli 2021 opnåede musikvideoen på YouTube én milliard visninger.

## Hitlister og certificeringer
| Chart (1987–1988)                                 | Peak position |
| ------------------------------------------------- | ------------- |
| Australien (Kent Music Report)                    | 1             |
| Østrig (Ö3 Austria Top 40)                        | 4             |
| Belgien (Ultratop 50 Flanderen)                   | 1             |
| Canada (The Record)                               | 1             |
| Canada Adult Contemporary (RPM)                   | 1             |
| Canada Top Singles (RPM)                          | 1             |
| Danmark                                           | 1             |
| Finland (Suomen virallinen lista)                 | 1             |
| Frankrig (SNEP)                                   | 6             |
| Tyskland (Official German Charts)                 | 1             |
| Irland (IRMA)                                     | 2             |
| Italien (FIMI)                                    | 3             |
| Holland (Dutch Top 40)                            | 1             |
| Holland (Single Top 100)                          | 1             |
| New Zealand (RIANZ)                               | 1             |
| Norge (VG-lista)                                  | 1             |
| Sydafrika (Springbok Radio)                       | 1             |
| Spanien (AFYVE)                                   | 1             |
| Sverige (Sverigetopplistan)                       | 1             |
| Schweiz (Schweizer Hitparade)                     | 2             |
| Storbritannien Singles (Official Charts Company)  | 1             |
| USA Adult Contemporary (Billboard)                | 1             |
| US Billboard Hot 100                              | 1             |
| US Cash Box Top 100                               | 1             |
| USA Dance Club Songs (Billboard)                  | 1             |
| US Hot Dance Music/Maxi-Singles Sales (Billboard) | 1             |

| Hitliste (2008)                                  | Højeste placering |
| ------------------------------------------------ | ----------------- |
| Storbritannien Singles (Official Charts Company) | 73                |

| Hitliste (1987)                      | Placering |
| ------------------------------------ | --------- |
| Belgien (Ultratop 50 Flanders)       | 7         |
| Frankrig (IFOP)                      | 39        |
| Tyskland (Media Control Charts)      | 14        |
| Italien (FIMI)                       | 13        |
| Holand (Dutch Top 40)                | 6         |
| Holland (Single Top 100)             | 5         |
| Schweiz (Schweizer Hitparade)        | 20        |
| UK Singles (Official Charts Company) | 1         |

| Hitliste (1988)                 | Placering |
| ------------------------------- | --------- |
| Australien (ARIA)               | 8         |
| Sydafrika (Springbok Radio)     | 1         |
| US Billboard Adult Contemporary | 8         |
| US Billboard Hot 100            | 4         |
| US Cash Box                     | 2         |

| Land | Certificering | Salg    |
| --- | ------------- | ------- |
| Canada (Music Canada) | Gold          | 50.00^  |
| Frankrig (SNEP) | Silver        | 267.000 |
| *Salgstal baseret på certificering alene. ^Forsendelsestal baseret på certificering alene. xUspecificerede tal baseret på certificering alene. |               |         |